# Tollkirschen
Die Tollkirschen (Atropa) sind eine Gattung aus der Familie der Nachtschattengewächse (Solanaceae). Die einzige in Mitteleuropa heimische Art ist die Schwarze Tollkirsche (Atropa bella-donna), deren Früchte giftig sind.

## Beschreibung

### Vegetative Merkmale

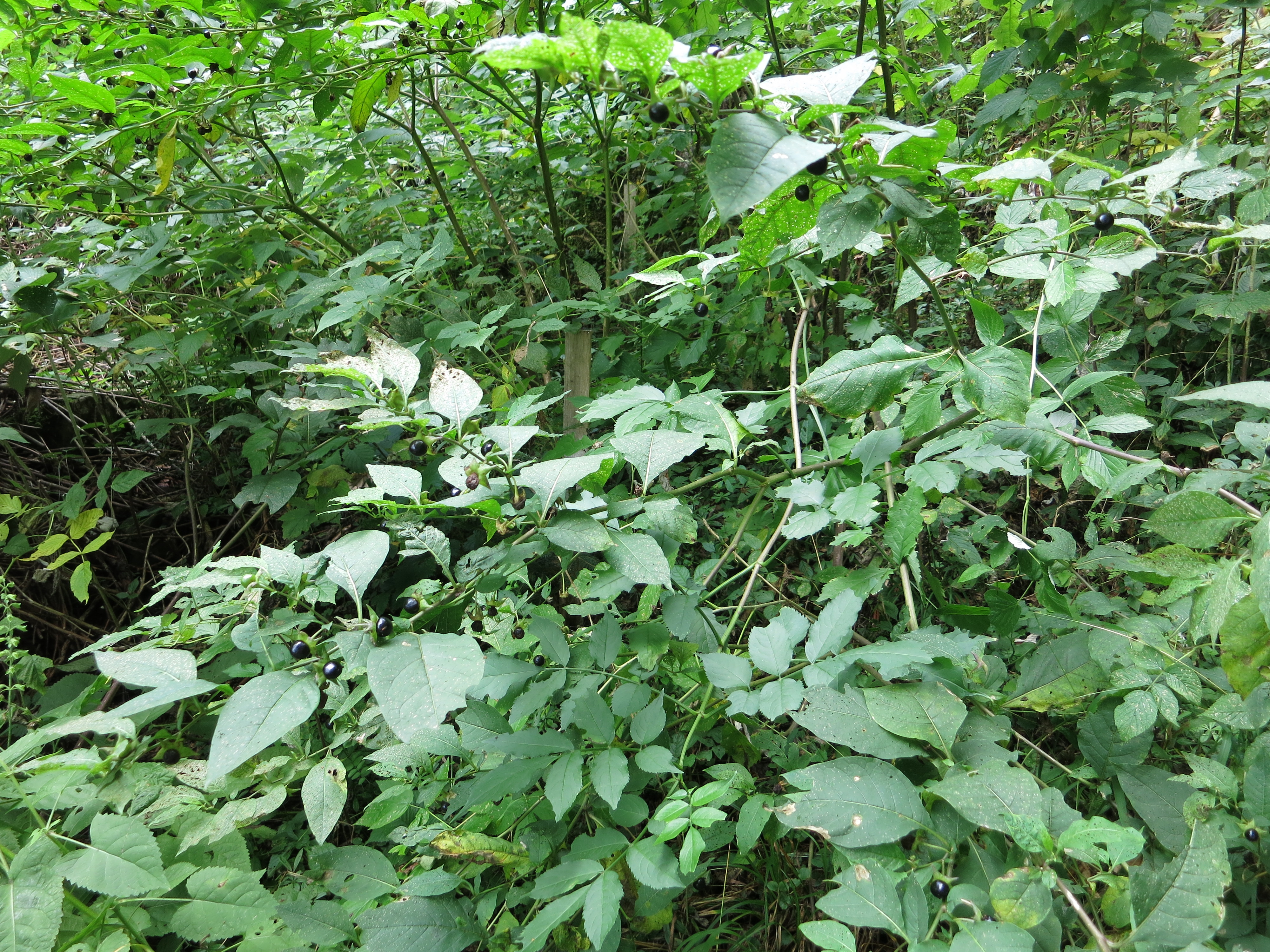
Tollkirsche im Wald

Die Arten der Gattung Atropa sind ausdauernde, krautige, aufrecht wachsende Pflanzen, die zwischen 0,3 und 1,5 (selten 2) m hoch werden. Sie können seitliche Rhizome ausbilden, sind kahl oder dicht bis spärlich drüsig behaart. Die Trichome treten in drei verschiedenen Typen auf: langstielig und mit einzelligen Köpfen, langstielig und mit vielzelligen Köpfen, sowie ein Trichomtyp, bei dem die öligen Sekrete zunächst durch die Cuticula nach außen gegeben werden, anschließend die Kopfzellen abgestoßen und sofort durch neue ersetzt werden.
Im unteren Bereich der Pflanze stehen Laubblätter einzeln, weiter oben in Paaren aus unterschiedlich geformten Blättern. Die Blattspreite ist eiförmig, länglich-eiförmig oder elliptisch, die Spitze ist spitz zulaufend oder zugespitzt, die Basis ist keilförmig und läuft an den kurzen Blattstielen hinab. Die Größe der Blattspreiten kann 8 bis 15 (22) × 3 bis 8 (11) cm betragen.

### Blüten

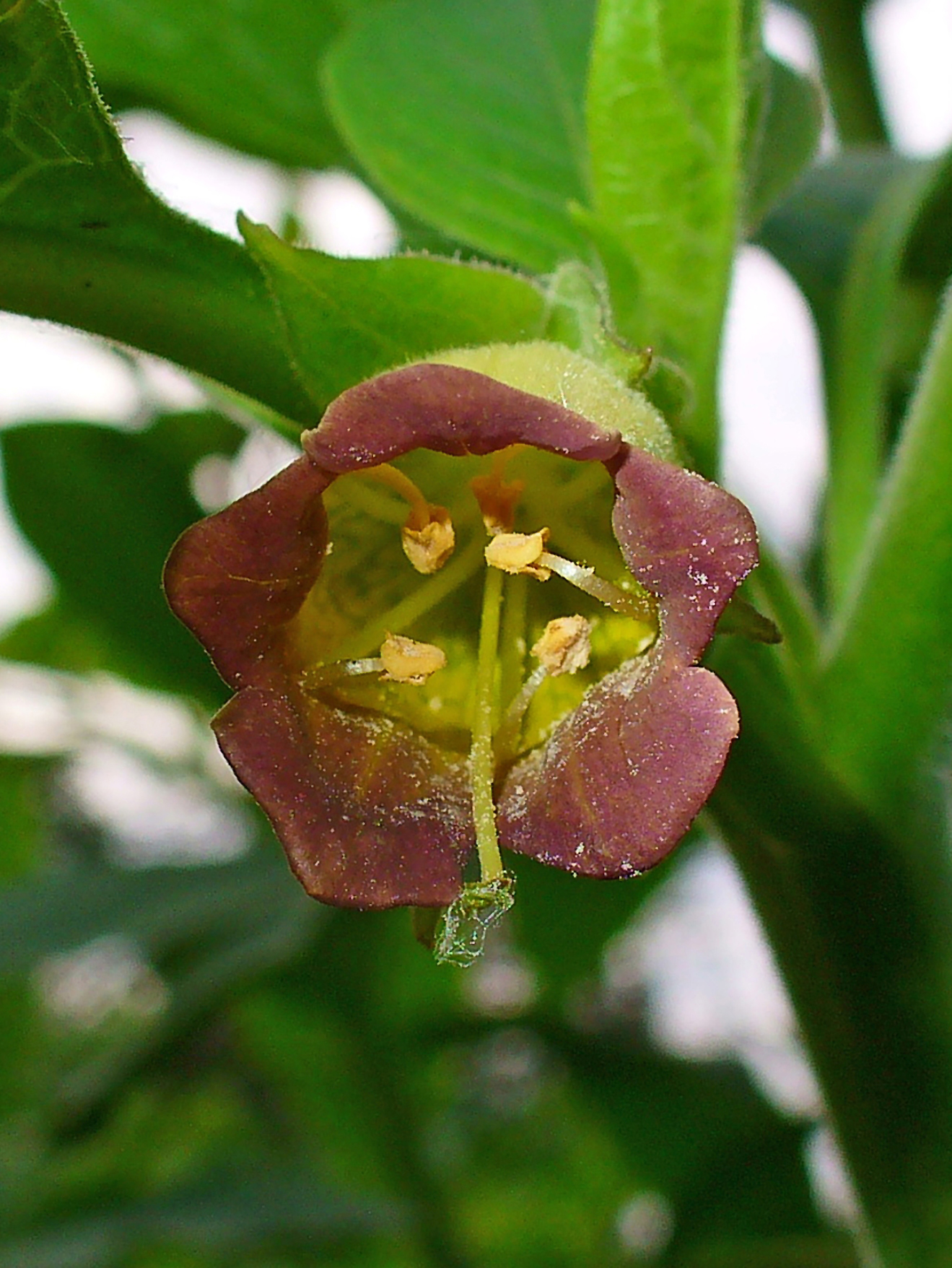
Blüte

Die je nach Art hängenden oder aufrecht stehenden Blüten stehen meist einzeln, nur selten zu zweit oder zu dritt in den Achseln der Sprossachse. Die Blütenstiele sind (15) 20 bis 25 (35) mm lang. Der glockenförmige Kelch hat eine Länge von (10) 12 bis 17 (21) mm, die kurze Kelchröhre ist weniger als halb so lang wie die fünf ungleich- oder gleichgestaltigen Kronzipfel. Diese sind dreieckig oder eiförmig-dreieckig, leicht abstehend, spitz zulaufend oder zugespitzt. Die Krone ist gelb oder blass-violett und wird zur Mitte hin blassgrün, sie hat eine Länge von (19) 24 bis 30 (35) mm. Der Kronsaum ist kurz und breit, die fünf Kronzipfel sind breiter als lang (nur in Atropa baetica so lang wie die Kronröhre), gerundet, schwach ungleich und nach außen gebogen.
Die geschlechtlichen Blütenteile stehen leicht oder sehr deutlich über die Krone hinaus. Die Staubfäden sind deutlich länger als die Staubbeutel und nur am unteren Ansatzpunkt behaart. Die Staubbeutel haben eine Größe von (1,6) 2,6 bis 2,8 (3,2) mm. Der Griffel ist etwas gebogen, die Narbe ist köpfchenförmig und unregelmäßig zweigelappt, feucht und papillös.
Blütezeit: Juni bis August

### Früchte und Samen

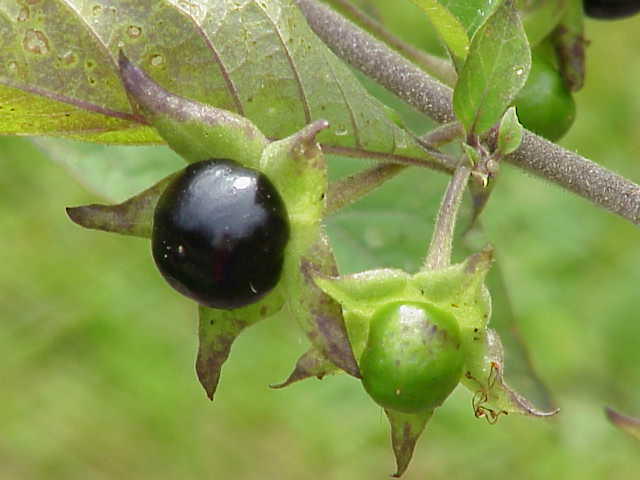
Früchte

Die Früchte sind eingedrückt-kugelige, meist schwarze, selten auch gelbe Beeren mit einem Durchmesser von 10 bis 18 (20) mm. Sie stehen an einem vergrößerten Kelch, dessen Zipfel deutlich abstehen und enthalten viele Samen, in Atropa baetica zwischen 25 und 50, in Atropa bella-donna bis zu 160. Die Samen sind nierenförmig, die Oberfläche ist kleingrubig, die Größe variiert je nach Art, zwischen 1,7 und 2 × 1,2 und 1,5 mm bei Atropa belladonna und 2,2 bis 2,6 mm bei Atropa baetica.

### Inhaltsstoffe
Sowohl Wurzeln, Sprossachsen, Blätter als auch Früchte enthalten eine große Menge an Alkaloiden, in den Blättern in Konzentrationen zwischen 0,14 und 1,4 Prozent und in den Wurzeln zwischen 0,27 und 0,69 Prozent. Mit 40 bis 87 Prozent ist dabei das Gift Hyoscyamin (insbesondere als Atropin) am stärksten vertreten, begleitet von Apoatropin mit 5 bis 17,9 Prozent sowie Scopolamin und in geringeren Mengen Tropin, Pseudotropin, Tropinon und einige wenige pyrrolidinische Alkaloide wie Hygrin, Hygrolin, Cuscohygrin usw. (Werte für Atropa bella-donna, jedoch ähnlich in Atropa baetica.)

## Systematik
Insgesamt wurden mehr als 70 botanische Namen innerhalb der Gattung beschrieben, wovon jedoch nur etwa zwölf dem heutigen Gattungsumfang entsprechen. Aus botanischer Sicht sind die folgenden Arten hinreichend definiert:
- Atropa acuminata Royle ex Lindl.: Sie kommt vom östlichen Iran bis zum westlichen Himalaja vor.[1]
- Atropa baetica Willk., sie kommt in Südspanien und Marokko vor.[1]
- Schwarze Tollkirsche (Atropa bella-donna L.)
- Atropa komarovii Blin. & Shalyt: Sie kommt vom nordöstlichen Iran bis ins südliche Turkmenistan vor.[1]
- Atropa pallidiflora Schönb.-Tem.: Sie kommt im nördlichen Iran vor.[1]

## Etymologie
Der botanische Gattungsname Atropa ist abgeleitet von Atropos, dem Namen einer der drei Schicksalsgöttinnen, den sogenannten Moiren, in der griechischen Mythologie; Atropos schneidet den Lebensfaden, den Laches bemessen und Klotho gesponnen hat, ab.